# 1966 في إسرائيل
فيما يلي قوائم الأحداث التي وقعت خلال عام 1966 في إسرائيل.

## سياسة

### تعيين في المنصب
- 13 يناير – أبا إيبان وزير الخارجية الإسرائيلي  [لغات أخرى]‏.
- 17 يناير – شوشانا أربيلي ألموزلينو عضو الكنيست [الإنجليزية]‏.
- 5 يوليو – سيف الدين الزعبي عضو الكنيست [الإنجليزية]‏.

### انتهاء فترة المنصب
- 12 يناير – أبا إيبان نائب رئيس الوزراء ‏.
- 12 يناير – جولدا مائير وزير الخارجية الإسرائيلي  [لغات أخرى]‏.
- 12 يناير – حاييم موشيه شابيرا وزير الصحة  [لغات أخرى]‏.
- 5 يوليو – سيف الدين الزعبي عضو الكنيست [الإنجليزية]‏.

## أفلام
من الأفلام التي صدرت هذه السنة في إسرائيل:
- 1 يناير – حقيبة القاهرة من إخراج مناحيم غولان.

## مواليد

### يناير
- 1 يناير – مايكل بلوم كاتب نمساوي.

### مارس
- 18 مارس – يغئال غويطة سياسي إسرائيلي.
- 30 مارس – فيليب لولوش

### أبريل
- 7 أبريل – زفيكا هدار

### نوفمبر
- 24 نوفمبر – ميراف ميخائيلي سياسية إسرائيلية.

### ديسمبر
- 8 ديسمبر – ريم بنا مغنية وملحنة وناشطة فلسطينية.
- 20 ديسمبر – أميكام نوركين

## وفيات

### ديسمبر
- 26 ديسمبر – حسين الخالدي (مواليد 1895)